# Carmen Conde Abellán
Carmen Conde Abellán (Cartagena, 15 d'agost de 1907 - Madrid, 8 de gener de 1996) va ser una mestra, poeta i narradora espanyola. Va ser la primera acadèmica de nombre de la Reial Acadèmia Espanyola; va pronunciar el seu discurs d'entrada l'any 1979. El 1931 havia fundat, juntament amb Antonio Oliver Belmás, la primera Universitat Popular de Cartagena.
En honor seu, l'Editorial Torremozas va crear el Premi Carmen Conde de Poesia, que anualment premia autores en llengua castellana.

## Biografia
Als sis anys es va traslladar amb la seva família a Melilla, on va viure fins a 1920. Les memòries d'aquesta època estan recollides a Comenzando la vida. El 1923 va aprovar unes oposicions per a auxiliar de la Sala de Delineació de la Societat Espanyola de Construcció Naval i va començar a treballar, iniciant la seva col·laboració amb la premsa local un any més tard. Als 19 anys va començar Magisteri a l'Escola Normal de Mestres de Múrcia.
Un any després, el 1927, va conèixer el poeta Antonio Oliver Belmás i van formalitzar les seves relacions. Ella publica a Ley (entregas de capricho), i el 1928 a Obra en marcha: diario poético, revistes minoritàries de Juan Ramón Jiménez. El 1929 escriu Brocal i el 1930 acaba els estudis de Magisteri a l'Escola Normal d'Albacete. El 5 de desembre de 1931 es casa i participa en la creació de la primera Universitat Popular de Cartagena, amb la finalitat de divulgar la cultura, principalment entre la classe treballadora. Juntament amb el seu marit funden el 1933 la revista Presencia, òrgan de la Universitat Popular, institució que també comptava amb biblioteca d'adults, biblioteca infantil... i oferia cinema educatiu, conferències, excursions, exposicions d'art, etc., auxiliats pel Patronato de Misiones Pedagógicas. Carmen treballa com a mestra a l'Escola Nacional de Pàrvuls del Retén, un barri de Cartagena. La seva vocació no es va limitar a la docència, sinó que va difondre en llibres i articles les seves idees pedagògiques sobre l'educació femenina, l'escola rural, l'educació musical, el cinema en l'ensenyament...
El 1934 Carmen Conde publica Júbilos, prologat per Gabriela Mistral i il·lustrat per Norah Borges. Treballa com a Inspectora-Celadora d'Estudis de l'Orfenat del Pardo, fins que dimiteix el 1935. En aquest any, els esposos col·laboren amb periòdics espanyols, com El Sol o Mujeres Libres, i també amb publicacions seriades hispanoamericanes.
El 1936 l'autora coneix Amanda Junquera, esposa del catedràtic d'Història Espanyola Cayetano Alcázar Molina, amb la qual mantindrà una relació amorosa segons han afirmat, entre d'altres, José Luis Ferris en la biografia que va escriure sobre l'escriptora. L'investigador arriba a afirmar que tant la vida com l'obra de la poeta «es van a veure definides per aquesta batalla interior que Carmen va haver de lliurar fins al final dels seus dies, una lluita íntima, secreta per ventura, entre les ombres del passat i el present al costat d'Amanda Junquera».
En esclatar la Guerra Civil, Oliver s'uneix a l'exèrcit republicà al capdavant de l'Emissora Ràdio Front Popular número 2. Carmen el segueix per diverses ciutats d'Andalusia, però torna a Cartagena per cuidar la seva mare. L'esclat de la guerra fa que al juliol de 1936 renunciessin al projecte d'acudir a la invitació de Gabriela Mistral (llavors Cònsol de Xile a Lisboa), abans de viatjar a França i Bèlgica, per estudiar les institucions de cultura popular en aquells països, recerca per la qual Carmen havia obtingut una beca. També a la Facultat de Lletres de València segueix cursos i aprova oposicions a Biblioteques, encara que no arriba a exercir. En acabar la guerra, Oliver viu reclòs a Múrcia, a casa de la seva germana; Carmen s'instal·la a El Escorial, a casa dels seus amics, els Alcázar-Junquera. Per comunicar-se amb el seu marit es val del seu amic José Ballester Nicolás, director de La Verdad i funcionari de Correus.
La dècada de 1940 va ser literàriament molt productiva per a tots dos; ella utilitza com a pseudònims els de Magdalena Noguera i Florentina del Mar, entre d'altres. Imparteixen cursos per a estrangers, pronuncien conferències... El 1941, Carmen s'instal·la amb Junquera al carrer Wellingtonia de Madrid, en un immoble propietat de Vicente Aleixandre, que resideix a la planta baixa. Des de 1944 a 1951, col·labora a Radio Nacional de España. Per fi, el matrimoni pot reunir-se el 1945, residint a la Pensió Valls del carrer de Goya de Madrid, juntament amb la mare de Carmen, fins que el 1949 passen a viure en el que serà el domicili familiar, al carrer Ferraz. Ella s'encarrega de l'assessoria literària de l'Editorial Alhambra, col·labora en la Secció Bibliogràfica del CSIC i en la Secció de Publicacions de la Universitat Central de Madrid. Aquests anys publica algunes de les seves obres poètiques més importants.
L'any 1956, el matrimoni gestiona la cessió al Ministeri d'Educació Nacional de l'arxiu de Rubén Darío, que estava en poder de la seva última companya, Francisca Sánchez. El 28 de juliol de 1968 mor Antonio Oliver i tres anys més tard Conde promou l'edició de les obres completes del seu marit.

## La primera acadèmica
L'any 1978 és escollida acadèmica de nombre de la Reial Acadèmia de la Llengua, on ocuparà la butaca K: per primer cop des de la seva fundació, el 1714, la Reial Acadèmia Espanyola elegia una dona. Pronuncia el discurs d'ingrés, Poesia ante el tiempo y la inmortalidad, el 28 de gener de 1979. Aprofitarà l'ocasió per reivindicar la vàlua d'escriptores com Gertrudis Gómez d'Avellaneda, Blanca de los Ríos o María Moliner, a les quals els havia estat negat aquest càrrec pel fet de ser dones: «Permetin-me que manifesti el meu homenatge d'admiració i respecte a les seves obres, la vostra noble decisió posa fi a una tan injusta com vetusta discriminació literària».

## El seu llegat
A partir de l'any 1982 i malgrat la continuïtat en la seva labor creadora, comencen a manifestar-se-li els primers símptomes d'alzheimer. Així i tot, no deixa de concedir entrevistes o participar en programes de ràdio. Fins i tot el 1987 rep el Premi Nacional de Literatura Infantil i Juvenil per Canciones de nana y desvelo.
En els darrers anys de la seva vida, entre 1992 i 1996, vivia en una residència a Majadahonda (Madrid). El setembre del 1992 redacta el seu testament llegant a l'Ajuntament de Cartagena, la seva ciutat natal, la totalitat de la seva obra literària i la del seu marit. Els mandataris de l'escriptora, en virtut del poder atorgat, formalitzen un conveni que regula la donació d'aquest llegat cultural, el text definitiu del qual s'aprova el 1994. Amb la missió de vetllar pel bon funcionament i compliment de les finalitats de la donació, així com el foment de les personalitats de Carmen Conde i Antonio Oliver i les seves obres, l'Ajuntament de Cartagena es compromet en aquest Conveni a crear el Patronat Municipal Carmen Conde-Antonio Oliver, que es constitueix el 1995; aquest mateix any s'inaugura el Museu.

## Obres

### Poesia
- Brocal (1929)
- Júbilos (1934)
- Pasíon del verbo (1941)
- Honda memoria de mi (1944)
- Ansia de la gracia (1945)
- Signo de amor (1945)
- Sea la luz (1947)
- Mi fin en el viento (1947)
- Mujer sin Edén (1947)
- Iluminada tierra (1951)
- Canto a Amanda (1951)
- Mientras los hombres mueren (1952)
- Vivientes de los siglos (1954)
- Requiem por Cayetano (1958)
- Los monólogos de la hija (1959)
- En un mundo de fugitivos (1960)
- Derribado arcángel (1960)
- En la tierra de nadie (1960)
- Requiem por el Dr. Luis Calandre (1961)
- Los poemas del Mar Menor (1962)
- Su voz le doy a la noche (1962)
- Jaguar puro inmarchito (1963)
- A este lado de la eternidad (1970)
- Cancionero de la enamorada (1971)
- Desde nunca (1982)
- Derramen su sangre las sombras (1983)
- Del obligado dolor (1984)
- Cráter (1985)
- Memoria puesta en olvido (1987)

### Teatre
- Entre aceitunas y coplas
- Oíd a la vida (1936)
- El ser y su sombra (1937)
- El arrebato (1937)
- Tras de la perdida gente (1937)
- El llanto (1938)
- Aladino o la lámpara maravillosa (1945)
- Prólogo (Óleo) (1947)
- Enunciación (1950)
- Belén: auto de navidad (1953)
- Reunión de familia (1956)
- Nada más que Caín (1960)
- A la estrella por la cometa (1961)
- La madre del hombre (1974)
- Corrosión (1975)
- Cita con la vida (1976)
- Días por la tierra (1977)
- El tiempo es un río lentísimo de fuego (1978)
- La noche oscura del cuerpo (1980)
- Teresa de Jesús y su divina pasión (1982)

### Assaig
- La composición literaria infantil (1937)
- La amistad en la literatura española (1944)
- Dios en la poesía española (1944)
- La poesía ante la eternidad (1944)
- Poesía femenina española viviente (1954)

### Narrativa
- Doña Centenito, gata salvaje: libro de su vida (1943)
- Don Juan de Austria: biografía para niños (1943)
- Los enredos de Chismecita (1943)
- Soplo que va y no vuelve: relatos (1944)
- Vidas contra su espejo (1945)
- Don Álvaro de Luna: biografía para niños (1945)
- Cartas a Katherine Mansfield (1948)
- Mi libro de El Escorial: meditaciones (1949)
- Una monja que escribe y aconseja: Sor María Jesus (1949)
- La humana realidad d'unas criaturas increíbles: v (1949)
- En manos del silencio (1950)
- Las oscuras raíces (1953)
- Cobre (1954)
- Empezando la vida: Memorias de mi infancia en Marruecos (1955)
- ¡Viejo venis y florido...!: cuentos del Romancero (1965)
- Gabriela Mistral (1970)
- El caballito y la luna (1974)
- La rambla (1977)
- Creció espesa la hierba (1979)
- Zoquetín y Martina (1979)
- Un conejo soñador rompe con la tradición (1979)
- El mundo empieza fuera del mundo (1979)
- Soy la madre (1980) Premi Ateneo de Sevilla
- Llega un gato (1981)
- La calle de los balcones azules (1985)
- Canciones de nana y desvelo (1985)
- Despertar (1988)
- Cantando el amanecer (1988)

### Guions de televisió
- Tren de vuelta (1968)
- Se espera una llamada (1968)
- La perfecta ama de casa (1968)
- Hablar a quien escucha (1968)
- Un pájaro canta (1968)
- Cuando está escrito (1969)
- El caballero de Olmedo (1969)
- En familia (1970)
- Cuando se prefiere a un hijo (1970)
- La boda (1970)
- Siempre hay un niño (1970)